# Lignorelles
Lignorelles is een gemeente in het Franse departement Yonne (regio Bourgogne-Franche-Comté) en telt 162 inwoners (2005). De plaats maakt deel uit van het arrondissement Auxerre.

## Geografie
De oppervlakte van Lignorelles bedraagt 11,5 km², de bevolkingsdichtheid is 14,1 inwoners per km².
De onderstaande kaart toont de ligging van Lignorelles met de belangrijkste infrastructuur en aangrenzende gemeenten.

## Demografie
Onderstaande figuur toont het verloop van het inwonertal (bron: INSEE-tellingen).